# Arvidsträsk
Arvidsträsk is een gehucht binnen de Zweedse gemeente Älvsbyn. Het is gelegen op een landtong die de meren Inre en Yttre Arvidsträsket van elkaar scheidt.
Het heeft qua betekenis dezelfde naam als Arvidsjaur; Arvids komt van het Samisch voor gul; een verwijzing naar de rijkdom aan vis van de meren rondom het plaatsje. Träsk betekent moeras(meer).
Bestuurscentrum: Älvsbyn
Tätort: Korsträsk · Vidsel · Vistträsk
Småort: Bredsel · Nybyn · Nystrand · Pålsträsk · Tvärån · Övrebyn · Övre Tväråsel
Overig: Arvidsträsk · Granträsk (Älvsbyn)